# 下中座
下中座（しもなかざ）は小田原市小竹地区に伝わる、国の重要無形民俗文化財「相模人形芝居」を伝承する民俗芸能団体である。

## 名称
「下中座」の名称は、昭和28年（1953年）、相模人形芝居が神奈川県無形文化財に指定される際に、文学博士永田衡吉によって命名された。その由来は、当時下中座の伝えられた小竹地区が神奈川県足柄下郡下中村に属していたことから、その村名を頂いたものである。
その後下中村は足柄下郡橘町、ついで小田原市に編入されているが、座の名称は変更されることなく存続している。
「下中座」と命名される以前は「小竹の人形」と呼ばれており、現在でも近郷出身・在住の高齢者を中心に「小竹の人形」と呼ぶ人は多い。なお戦後の一時期だが「小竹郷土人形藝術團」と自称していた時期があり、引き幕や袖幕にその名を記したものが存在する。

## 運営状況

### 所在地
小田原市小竹
江戸～昭和前期頃までは、小竹地区にある小竹山東際寺にある華衣観音堂や座員宅等を、戦後は小竹青年会場（小竹公民館の前身）を活動の拠点としていた。
平成6年（1994年）2月20日、小竹青年会場の老朽化が激しく、雨漏りによって備品が毀損する事態が発生したことから、小竹地区から約3㎞南の前川地区にある橘支所へ備品等一式を移し、稽古場も支所2階の橘公民館に移動した。
しかし、その橘支所自体も老朽化と県道工事のために撤去されることになり、平成23年（2011年）12月には、羽根尾工業団地内にある橘タウンセンター「こゆるぎ」に稽古場を移転、さらに平成25年（2013年）3月2日に備品と稽古場を小竹青年会場跡地に建てられた小竹公民館へ移転した。
小竹地区にある八坂神社境内には、相模人形芝居が県指定になったことを記念して建てられた「下中座の碑」が存在する。

### 運営形態
- 座長　1名
- 副座長1名
- 会計　1名

下中座は、地方人形座には珍しく座長が人形芝居に参加せず、専らマネジメントのみを担当している。これは現座長が、座長就任の際の約束として「（自身が）人形を遣わない」としたことによるものである。座長は、座の公演のセッティングや出演依頼交渉、行政や他団体との折衝から座の庶務に至るまでを総括している。
人形芝居の指導は、当初、座長を退き顧問として残った前座長が行っていたが、現在は長年にわたり相模人形芝居を研究してきた現副座長を筆頭にベテランの人形遣いが若手後継者に対して指導する形になっている。副座長は、詳細な舞台打ち合わせについても座長と共に公演会場の事前確認等を行い、舞台スタッフ等と詰める。
昭和中期までの座員は、小竹地区や近郷在住の農民を中心に構成されていたが、昭和末年頃に極端な座員の減少を経験し、存続の危機を迎えた。その反省から座員になる要件を大幅に緩和した結果、現在では農業従事者以外にも、会社員、公務員、主婦、学生など座員の職業階層は多様化し、年齢層も80代から10代までと幅広くなり、座員の出身地・在住地も小竹地区近郊を中心に広域化している。
下中座には、写真記録にのみ従事する座員などのサブスタッフが存在し、また座員以外の協力者も相当数存在するなど運営環境の充実がみられる。このため現在存在する相模人形芝居を伝承する5つの座の中でも備品及び周辺環境等の整備が進んでいるとされている。

### 備品
- 所有する首（かしら）の数92個[8]

平成9年（1997年）時点の所有する首の数は55個であったが、その後の整備等によって、所有数は大幅に増え、相模人形芝居を伝承する5座の中で最も多い首の所有数を誇っている。
これにあわせて手足・衣装・大道具・小道具等も整備されているが、所有点数等は公開されていない。
整備資金には、座の自己負担のほか、国・県・市の補助金や民間財団の助成金が当てられている。主な助成団体には、芸術文化振興基金、さがみ信用金庫地域文化芸術振興基金、東日本鉄道文化財団がある。
大規模な整備による芸態の変容の恐れに対し、学識経験者で構成される首等整備検討委員会を設置して整備内容について審議し、変容防止に努めているとしている。

## 歴史
下中座の発生については、18世紀初頭に、上方から江戸を目指してやってきた人形遣いが、小竹村に立ち寄った際、村人たちと意気投合して村に残り、人形芝居を教えたという伝承があり、村人の娯楽として定着したものと考えられている。
天保の改革において、天領であった小竹村でも諸芸禁止令が伝えられ、人形芝居は禁じられた。しかし、村人は土蔵等で隠れて練習し、「虫干し」と称して公演をしていたため、このことが代官に知れることになり、村役人らが代官所まで謝罪に行ったという伝承もある。
天保の改革後、名主小澤八郎右衛門によって振興が図られ、明治期に入ると師匠として豊松伝七の名前が伝承として登場する。その後も関東から東海地方で活躍した人形遣いを師とした伝承があり、中には4世吉田辰五郎、吉田小兵吉、4世吉田文五郎のように、文楽に合流ないしその軸として活躍した人形遣いの名前も伝えられている。熱心な座員の中には文楽への弟子入りを試みた者がいたという記録もある。
大正時代に東京の人形遣いである西川伊左衛門が、妻で太夫の語女太夫と共に小竹に招かれ定住すると、東京では既に公演する機会を失って断絶の途上にあった江戸人形浄瑠璃の伝承は下中座に受け継がれた。伊左衛門の縁故に繋がる江戸人形浄瑠璃の人形遣いなどの来訪や、搾乳組合などの手厚い経済的な支援もあったこの時期を、下中座では中興期としている。伊左衛門の指導の下で優れた技術を持つ座員が育ち、中には東京人形浄瑠璃の再興を目指した池田三国らの南北座に合流して活躍した者もいる。
戦中、戦後も座の活動は継続され、昭和30年代には平塚市前鳥座、40年代には南足柄市足柄座に対する技術支援を行っている。戦争直後の下中村長川本米吉による振興保護政策をはじめとして、下中座に対する行政の保護が始められ、相模人形芝居は、昭和28年に神奈川県指定無形文化財に指定、昭和46年に国の選択無形民俗文化財に選択、昭和55年に国の重要無形民俗文化財に指定されるなどしたが、高度経済成長期を迎えて娯楽が多様化し、若年層の加入が無くなると、座員の高齢化が進み、昭和末年には座員が6人にまで減少。最大の存続の危機を迎えた。座や橘町、次いで小田原市では後継者を集め育成するための事業を繰り返したが、効果をあげることはできなかった。
昭和62年に岸忠義が三代目座長に就任すると、まず演技台本の作成や人形操法のビデオ収録などの伝承記録の保存に努め、次いで平成3年度から小田原市に支援を得て後継者育成事業を展開した。後継者育成事業では過去の失敗を省みて育成体制を改め、座員を小竹地域以外からも広く集め、手厚いアフターフォローと積極的な公演活動で座員の育成に努めた。さらに神奈川県立二宮高等学校、小田原市立橘中学校など学校教育機関における部活動などを通じて、若年層への相模人形芝居の浸透を図った結果、座員数は増加し、存続の危機を脱することに成功した。

## 沿革
- 正徳年間（1711年～1715年）頃　小竹を訪れた人形遣いが村人に人形を教える。
- 天保年間　天保の改革における諸芸禁止令により人形芝居を禁じられる。
- 幕末～明治初期　小澤八郎右衛門による振興。
- 明治26年（1893年）頃　吉田金花、駒十郎父子人形を指導。2～3年続く。
- 明治41年（1908年）　西川伊左衛門、語女太夫夫妻、小竹に定住。
- 昭和26年（1951年）　永田衡吉による文化財調査。
- 昭和28年（1953年）12月28日　相模人形芝居が神奈川県無形文化財に指定。人形の衣装等の整備が行われる。
- 昭和37年（1962年）11月3日　神奈川県文化賞受賞。
- 昭和46年（1971年）3月　相模人形芝居連合会を結成する。
- 昭和46年（1971年）4月21日　相模人形芝居が国の選択無形民俗文化財に選択。
- 昭和51年（1976年）10月19日　神奈川県文化財保護条例の改正により、県指定無形民俗文化財に指定換え。
- 昭和53年（1978年）　小田原市市民功労賞受賞
- 昭和55年（1980年）1月28日　相模人形芝居が国の重要無形民俗文化財に指定。下中座、林座、長谷座が保護団体となる。
- 平成3年（1991年）1月15日　後継者育成事業始まる。
- 平成6年（1994年）2月20日　座の稽古場及び人形等を橘支所に移転。
- 平成15年（2003年）　国及び財団法人東日本鉄道文化財団による相模人形芝居下中座保存・後継者育成事業が実施される。（～平成18年（2006年）3月まで）

## 歴代座長
- 初 代　小澤弥太郎（昭和28年（1953年）12月28日～昭和40年（1965年）3月）
- 2代目　小澤孝蔵（昭和40年（1965年）4月～昭和62年（1987年）7月17日）
- 3代目　岸忠義（昭和62年（1987年）7月18日～平成25年（2013年）5月1日）
- 4代目　林美禰子（平成25年（2013年）5月1日～）

## 師匠
- 豊松伝七
- 吉田金花
- 吉田駒十郎（4世吉田辰五郎）
- 吉田一尭
- 吉田冠三
- 吉田小兵吉
- 初代吉田蓑助（3世吉田文五郎）
- 西川伊左衛門
- 吉田冠十郎
- 6世吉田国五郎[* 6]

## 主な演目
下中座の演目は、座勢の衰退が最も激しかった昭和末年頃に、上演可能な演目を大幅に減じてしまったが、従来口伝に頼っていた座の伝承演目を文字記録として保存し、年1演目ずつを目指して上演可能な状態に仕上げている。また近年では、地元の伝承を基にした創作芝居を作成し、主に後継者育成として市立橘中学校相模人形クラブ、県立二宮高校相模人形部に指導し、上演している。ここには下中座が現在上演可能としている演目を挙げる。

### 時代物
- 一谷嫩軍記　熊谷陣屋の段
- 絵本太功記　十段目　尼ヶ崎の段
- 奥州安達原　袖萩祭文の段
- 鎌倉三代記　三浦別れの段
- 傾城阿波の鳴門　巡礼歌の段
- 御所桜堀川夜討　弁慶上使の段
- 生写朝顔話　宿屋の段
- 大井川の段
- 菅原伝授手習鑑　寺子屋の段
- 玉藻前曦袂　道春館の段
- 本朝廿四孝　十種香の段
- 伽羅先代萩　御殿の段
- 政岡忠義の段

### 世話物
- 艶容女舞衣　酒屋の段
- 壺坂観音霊験記　沢市内の段
- 山の段

### 創作
- 怪童丸物語　足柄山の段
- 下鴨神社の段
- 金時誕生の段

### 景事
- 序三番叟
- 二人禿[* 7]

## 過去に演じていたとされる演目
- 本朝廿四孝　奥庭狐火の段
- 三十三間堂棟由来　平太郎住家の段
- 木遣音頭の段
- 藪鶯恋枝道　小磯ヶ原の段
- 伊達娘恋緋鹿子　火見櫓の段
- 薫樹累物語　土橋の段

## 主な公演先[* 8]
相模人形芝居五座の中で公演機会が最も多いとされるが、下中座の自主的な企画による公演は少なく、地方公共団体・企業・福祉施設等が公演を依頼するケースが多い。稀に結婚式や建前等の個人的な行事についても、依頼を受けて「序三番叟」を披露することがある。公演が好評な場合、定番化することもある。
公演依頼料は、公演依頼者と座長との折衝によって決められているが、大夫、三味線を自前で持たないため義太夫協会関係者等に出演を依頼する必要があり、それらに対する出演料を含めて考える必要がある。このため依頼内容や提示金額によっては出演を断られることもある。なお下中座が得た公演依頼料は、座の備品購入や首・衣装の修繕や新調に充当され、座員に分配されることはないとしている。
- 小竹公民館[* 9]
- 川崎市立日本民家園旧工藤家住宅
- 下中地区敬老会（小田原市立下中小学校）
- 尊徳祭（尊徳記念館）
- 小田原民俗芸能後継者育成発表会（小田原市生涯学習センターけやき）
- 小田原ラスカ
- 相模人形芝居大会

### 過去の公演先[* 10]
- 蓑笠神社（中井町井ノ口）
- まるきた伝統空間[* 11]
- 夢見遊山いたばし見聞楽[* 12]
- International Puppets Festival 2014@Chiangmai Thailand[* 13]

## 後援会
下中座には下中座後援会という後援組織が存在する。
最初の後援会は、小竹在住の郷土史研究家竹見龍雄が会長となって組織したものであるが、竹見の死後、後継者がなく断絶した。
現在の後援会は平成9年（1997年）の記録誌『相模人形芝居下中座の歩み』の編集において、元座員の子息や縁者を集め、懇親会を開催した際に、元座員の子息を中心とする後援会を結成することが決められ、準備期間を経て平成11年1月31日に結成されたのが始まりである。その後、後援会員は地元自治会役員なども加えている。
後援会は、特に公演における舞台道具の運搬等において重要な役割を担っている。また年一回1月頃に小竹公民館で開催する公演の主催となっている。

### 後援会長
- 旧後援会初代　竹見龍雄

- 初 代　小澤政之（平成11年（1999年）1月31日～平成14年（2002年））
- 2代目　小澤英雄（平成14年～平成18年（2006年）7月）
- 3代目　若杉勝義（平成18年7月～）
- 4代目　野原茂雄（～）